# Melanophthalma dubia
Melanophthalma dubia là một loài bọ cánh cứng trong họ Latridiidae. Loài này được Dmoz miêu tả khoa học năm 1970.